# Дьячков, Алексей Фёдорович
Алексе́й Фёдорович Дьячко́в (1918—1986, Киев, Украинская ССР, СССР) — майор МВД СССР, участник Великой Отечественной войн, Герой Советского Союза (1943).

## Биография
Родился 9 марта 1918 года в селе Малые Алабухи (ныне — Грибановский район Воронежской области) в семье крестьянина. Окончил среднюю школу. В 1938 году Дьячков был призван на службу в Рабоче-крестьянскую Красную Армию. Участвовал в советско-финской войне.
С июня 1941 года — на фронтах Великой Отечественной войны. К октябрю 1943 года старший лейтенант Алексей Дьячков был начальником разведки дивизиона 384-го артиллерийского полка 193-й стрелковой дивизии 65-й армии Центрального фронта. Отличился во время битвы за Днепр.
15 октября 1943 года группа разведчиков во главе с Дьячковым переправилась через Днепр в районе села Каменка Репкинского района Черниговской области Украинской ССР. Дьячков занял позицию на наблюдательном пункте и корректировал огонь дивизиона, способствовав успешному захвату и удержанию плацдарма на правом берегу Днепра. Группе удалось захватить вражескую миномётную батарею и отбить две вражеские контратаки.
Указом Президиума Верховного Совета СССР от 30 октября 1943 года за «мужество и героизм, проявленные при форсировании Днепра и удержании плацдарма» старший лейтенант Алексей Дьячков был удостоен высокого звания Героя Советского Союза с вручением ордена Ленина и медали «Золотая Звезда» за номером 1533.
В дальнейшем Дьячков окончил Киевское училище самоходной артиллерии. В 1946 году он был уволен в запас. С 1947 года служил в МВД УССР. В 1960 году в звании майора Дьячков был уволен в запас. Проживал в Киеве. Умер 16 октября 1986 года, похоронен на Лукьяновском военном кладбище Киева.
Был также награждён орденами Отечественной войны 1-й и 2-й степеней, рядом медалей.